# مطار هامينكيرو
مطار هامينكيرو (بالفنلندية: Hämeenkyrön lentokenttä)‏ (إيكاو: EFHM) يقع في هامينكيرو، فنلندا، على بعد حوالي 7 ميل بحري (13 كـم؛ 8 ميل) شمال غرب مركز هامينكيرو.

## روابط خارجية
- VFR Suomi / فنلندا - مطار هامينكيرو
- Lentopaikat.net - مطار هامينكيرو باللغة الفنلندية